# Schlacht von Salamis
Lade – Marathon – Thermopylen – Artemision – Salamis – Plataiai – Mykale – Eurymedon

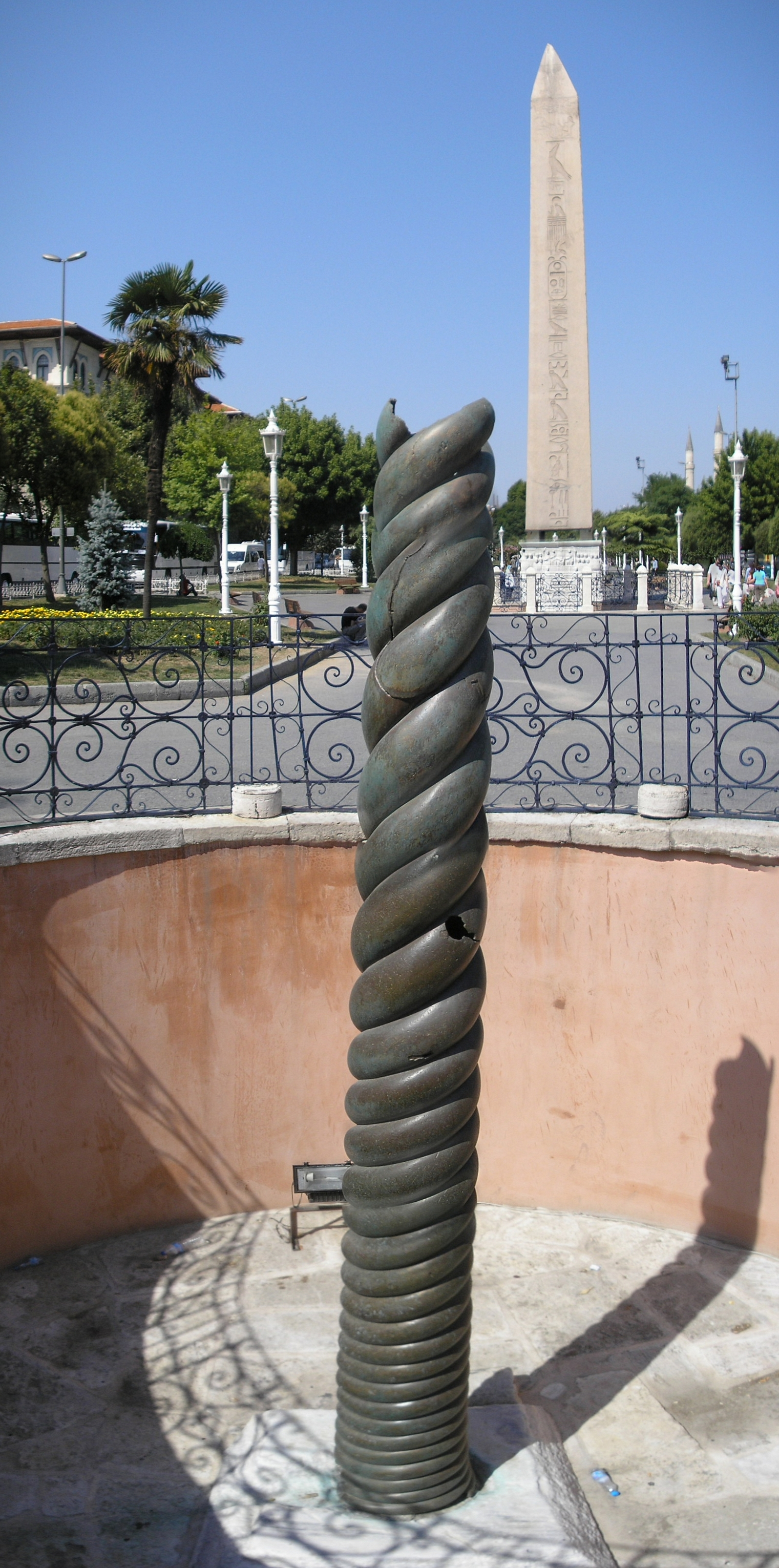
Die Schlangensäule, die nach dem Sieg über das persische Landheer ein Jahr später vom Hellenenbund in Delphi gestiftet wurde.

Die Seeschlacht von Salamis fand am 29. September (nach anderen Quellen 23., 24. oder 25.; exaktes Datum ist umstritten) 480 v. Chr. zwischen Griechen und Persern bei Salamis statt, einer Insel in der Nähe von Athen.
Diese Schlacht war eine der bedeutendsten Seeschlachten im Mittelmeerraum in der Antike. Sie wird von einigen Historikern wie Christian Meier, neben der Schlacht bei Marathon, als dasjenige Zentralereignis in der abendländischen Geschichte gewertet, das mithalf, die Zivilisationsgeschichte Europas eigenständig gegen die des Ostens zu behaupten.

## Vorgeschichte
Die staatliche Flotte des persischen Reichs wurde 525 v. Chr. von Kambyses II. aufgebaut. Die Schiffsflotte war wie die spätere römische Flotte nach 260 v. Chr. organisiert: Die Schiffe gehörten dem Staat und die Mannschaften wurden von den Bewohnern der Küsten rekrutiert. Persien war die erste westasiatische Macht, die eine eigene Flotte hatte. Wie zentral die Flotte für die persische Machtausübung im Mittelmeerraum war, zeigte sich im Kontrollverlust nach den Niederlagen der ägäischen Flotte 480/479 v. Chr. und der Etablierung des Attischen Seebunds. Sie mussten nicht nur das unmittelbar an die Ägäisküste angrenzende Gebiet aufgeben, sondern verloren auch eine viel größere Zone von tributpflichtigen Gebieten.
Die persische Flotte bestand aus Trieren. Sie stammten möglicherweise ursprünglich aus dem Westen von Griechenland und wurden im Einflussgebiet von östlichen Königreichen weiterentwickelt, vor allem bezüglich Größe. Die Perser achteten darauf, dass die staatliche Flotte das Monopol über die Trieren hatte. Das zeigt sich am Beispiel der Insel Thasos im Ägäischen Meer 10 Jahre vor der persischen Invasion von Xerxes I. Die Bewohner hatten eine Flotte bestehend aus Trieren im Krieg gegen Histiaios gebaut. Obwohl die Insel „keinen Finger gegen die Perser rührten“, mussten sie die Trieren nach der Auseinandersetzung an die Perser abgeben.
Das 483 v. Chr. beschlossene Flottengesetz von Themistokles in Athen war aus der Perspektive der Perser eine ernstzunehmende Gefahr für die stabilen Machtverhältnisse in der Ägäis unter ihrer Herrschaft, da absehbar war, dass Nachbarn wie Korinth und Ägina im Flottenbau nachziehen würden. Es ist allerdings unsicher, ob sich die Griechen bewusst waren, was der Entscheid in Athen bei den Persern auslöste. Denn die Wichtigkeit des staatlichen Monopols für die Perser ist bei den antiken Schriftstellern nur indirekt sichtbar.
Um die Flotte möglichst unbeschädigt in das Kampfgebiet zu bringen, wurde der Bau eines Kanals durch die Halbinsel Athos geplant. Doch Dareios I. starb während der Kriegsvorbereitungen 486 v. Chr. Sein Sohn Xerxes I. übernahm die Leitung der Kriegsvorbereitungen.
Der unter Dareios I. begonnene Kanal wurde zunächst fertiggestellt. Zusätzlich bauten die Perser zwei Schiffbrücken über den Hellespont, um mit einem Heer von ungefähr 70.000 bis 80.000 Soldaten vorzurücken. 480 v. Chr. waren die Vorbereitungen abgeschlossen und Xerxes I. eröffnete den Feldzug. 1000 Spartaner, Thespier und Thebaner, angeführt von Leonidas, versuchten das Eindringen des Feindes zu verhindern und wandten sich dem persischen Heer im Norden Griechenlands entgegen, wurden aber in der Schlacht bei den Thermopylen geschlagen. In Folge musste sich die attische Flotte nach dreitägigen Operationen bei Artemision an der Nordseite von Euböa angeschlagen in Richtung Athen zurückziehen. Xerxes konnte Athen und das umliegende Attika besetzen und verwüsten. Nun kam es zu Auseinandersetzungen zwischen Athenern und Spartanern, da die Spartaner den Isthmus von Korinth und damit die Peloponnes verteidigen wollten. Die Athener setzten hingegen auf ihre Flotte.
Laut Thukydides verfügte Athen 483 v. Chr., kurz vor der persischen Invasion, über ein paar Schiffe mit 50 Rudern (Pentekontere). Im Weiteren standen private allgemeine Schiffe (Naukrariai) zur Verfügung, die für den Transport von Gütern benutzt wurden und von Athen als Verstärkung der eigenen kleinen Flotte benutzt wurden. Die eigentliche athenische Flotte bestand zu dieser Zeit aus 20 Schiffen, die aus Korinth stammten und für den Krieg gegen Ägina eingesetzt werden sollten. Erst 483 v. Chr. errichtete Athen auf Veranlassung von Themistokles eine eigene staatliche Flotte für den Krieg gegen Ägina. Nach Angaben von Plutarch bauten die Athener 100 Schiffe, Herodot spricht von 200 Schiffen. Der Flottenbau muss gleichzeitig auch den Übergang zur Trieren als Standard für Kriegsschiffe bedeutet haben.
Im übrigen Griechenland waren die einzigen Flotten im Vorfeld der Invasion diejenigen von Kerkyra und Korinth. Korinth hatte bereits im 7. Jahrhundert v. Chr. eine staatliche Flotte und führte zu einem unbestimmten Zeitpunkt die Trieren ein. Trieren wurden außerdem vor 500 v. Chr. in Eretria gebaut.
Den Griechen erschien die Lage ziemlich aussichtslos, zumal sie zahlenmäßig weit unterlegen waren. Um Abhilfe zu schaffen, fragte Themistokles das Orakel von Delphi um Rat. Die Antwort des Orakels war: „Sucht Schutz hinter hölzernen Mauern!“ Diesen Ausspruch interpretierte Themistokles so, dass nur ihre Trieren Schutz gegen die Perser bieten konnten; andere glaubten, man solle die Stadtmauer ausbauen. Themistokles konnte den Rat jedoch überzeugen, die Schlacht von der Flotte austragen zu lassen. Die athenische Flotte wurde aus dem Silberbergbau Laureions finanziert. So verlagerte sich die Stadt auf das Meer. Die Männer waren auf den Schiffen und die Frauen und Kinder brachten sich in der Nähe von Salamis in Sicherheit.

## Gegner

### Griechen
Laut Herodot verfügten die Griechen über mindestens 271 Trieren, von denen 180 oder 200 mit großer Wahrscheinlichkeit aus Athen stammten. Die Führung der Flotte oblag Themistokles und Eurybiades. Der Vorteil der griechischen Trieren bestand in der größeren Wendigkeit und Schnelligkeit gegenüber den persischen Schiffen. Weiterhin besaßen Trieren einen Rammsporn, mit welchem die gegnerischen Schiffe durch Rammen versenkt werden konnten. Diese Taktik war den Griechen und den Persern gemeinsam. Die Trieren Athens waren vermutlich bis kurz vor der persischen Invasion noch im Bau. Laut Herodot sandten die Verbündeten Athens 124 Trieren und 9 Pentekonteren. Von den Verbündeten war Korinth mit 40 Schiffen die größte Macht. Aus Sparta kamen 10 Trieren. Da Sparta eine Kooperation mit Athen sonst abgelehnt hätte, wurde dem Spartaner Eurybiades das Oberkommando über die Flotte übergeben.

### Perser
Die persischen Streitkräfte bestanden aus einem großen Heer und einer Flotte. Herodot verweist auf 1107 Trieren und berichtet von über 3000 zusätzlichen Schiffen. Insgesamt soll die Trierenflotte aus 300 phönikischen, 200 ägyptischen, 150 zyprischen, 100 kilikischen, 30 pamphylischen, 50 lykischen, 30 dorischen, 70 karischen, 100 ionischen, 60 äolischen und 17 ägäischen Schiffen bestanden haben. Allerdings sieht die Wissenschaft die Zahl der Schiffe als übertrieben an. Dem Herrschaftsbereich nach waren fast die Hälfte der Besatzungen griechisch. Um das Landheer versorgen zu können, fuhr die Invasionsflotte in enger Berührung mit dem Heer der Küste entlang. Durch den Kanal im Athosgebirge wandte sich die Armada nach Thermai, um der hafenlosen Küste von Magnisia zu folgen. Bevor die Flotte im Hafen von Aphetai ankam, geriet sie in einen heftigen Sturm und verlor laut Herodot rund 400 Schiffe.

## Schlachtverlauf

### Nach Herodot
Laut Herodot brach die persische Flotte in die Bucht von Salamis auf, um die Griechen anzugreifen. Xerxes I. war der Überzeugung, dass die Niederlage seiner Flotte vor Artemision auf seine Abwesenheit zurückzuführen sei. Nun wollte er persönlich zusehen. Vom allgemeinen Schlachtverlauf weiß man nur sehr wenig. Am ersten Tag sei es zu keiner Schlacht mehr gekommen, da bei der Ankunft der Perser bereits die Nacht hereinbrach. Die Griechen hatten Angst und die Soldaten der Peloponnes neigten dazu zurückzukehren, um sich mit dem Landheer zu vereinigen und ihre Heimat zu verteidigen. In derselben Nacht brach das persische Landheer in Richtung Peloponnes auf. Am Isthmus von Korinth hatte der Bau einer Mauer bereits begonnen, nachdem Leonidas bei den Thermopylen besiegt worden war. Viele Zehntausende waren unter dem Oberbefehl des Kleombrotos bereit, den Isthmus zu verteidigen. Hierfür entsandten folgende Stämme ihre Soldaten: die Lakedaimōnier (Spartaner), Arkader, Eleier, Korinther, Sikyonier, Epidaurier, Phliasier, Troizener und Hermonien.
Laut Herodot legten die Griechen nur wenig Wert auf einen Sieg auf See. Aus diesem Grund kam es zu einer Versammlung. Einige wollten zur Peloponnes absegeln und sich mit dem Landheer vereinigen; die Athener, Megarer und Aigineten wollten aber auf See kämpfen. Da Themistokles von der Versammlung überstimmt wurde, sandte er Sikinnos – den Lehrer seiner Kinder – in einem Boot zu Xerxes. Sikinnos berichtete diesem, dass Themistokles auf der Seite des Königs stehe, die Griechen uneinig seien, flüchten wollten und sich trennen würden. Xerxes glaubte dieser Botschaft und schloss die Griechen ein. Laut Herodot wussten die Griechen nichts vom Vorrücken der Perser und hielten weiterhin Rat. Nun traf Aristeides aus Aigina ein, welcher Themistokles vom Rat herausrufen ließ und ihm über den strategischen Einschluss der Flotte und den versperrten Fluchtweg berichtete. Zwar war Aristeides ein Gegner des Themistokles und durch den Ostrakismos (Scherbengericht) verbannt worden, doch in der Notlage ließ er die Differenzen ruhen. Die von Aristeides dem Rat geschilderte ausweglose Lage wurde von einem Schiff aus Tenos bestätigt.
Die Griechen waren nun mit ihren 380 Schiffen zum Kampf bereit und lichteten die Anker. Der Angriff der Perser erfolgte nur wenig später. Nun nahm die Schlacht ihren Lauf und fast alle persischen Schiffe wurden versenkt. Als Grund für den Sieg nennt Herodot die gute Schlachtordnung der Griechen. Viele Perser wie der Feldherr Ariabignes kamen ums Leben, weil sie nicht schwimmen konnten. Die Verluste unter den griechischen Schiffsbesatzungen waren weit geringer, da sie sich schwimmend nach Salamis hinüberretten konnten. Laut Herodot seien die Aigineten die ruhmreichsten Griechen gewesen und nach ihnen die Athener. Nach der Schlacht rüsteten sich die Griechen zu einer zweiten Angriffswelle, zu der es nicht mehr kam. Da Xerxes Angst hatte, die Griechen könnten die Brücke am Hellespont zerstören, zog er sich nach Sardes zurück.

### Nach Diodor
Diodor präzisiert, dass Eurybiades unfähig war, seine Truppen zu motivieren. In seinem Bericht sieht er die Meerenge bei Salamis als strategischen Vorteil der Griechen für die Schlacht. Er berichtet zudem über die Schlachtaufstellung. So sei der rechte Flügel der Perser von den Phöniziern gehalten worden und der linke von den verräterischen Griechen. Zudem hätten die ionischen Griechen einen Mann aus Samos zu den Griechen entsandt, der ihnen die Schlachtpläne des Königs verraten habe. Die Schlachtaufstellung der Griechen: auf dem linken Flügel die Athener und die Lakedaimonier, die Aigineten und Megarer hielten den rechten Flügel und die Mitte wurde von den restlichen Griechen gehalten. Über den Schlachtverlauf: Diodor erwähnt, dass durch die Meeresenge die Perser ihre Linie verkleinern mussten und ihre Schiffe auf die hinteren Linien verteilten. Das Chaos sei bei den Persern ausgebrochen, als das persische Schiff mit dem Admiral sank. Insgesamt spricht Diodor von 200 gesunkenen persischen und 40 gesunkenen griechischen Schiffen. Die Phönizier seien die ersten gewesen, die sich nach Asien zurückgezogen hätten. Später sei ihnen das ganze persische Heer von 400.000 Mann gefolgt.

### Nach Plutarch
Laut Plutarch habe Xerxes I. auf einem Thron gesessen, der sich auf einem Plateau befand, und konnte das ganze Schlachtgeschehen überblicken. Den 1000 persischen Schiffen sollen nur 180 Trieren gegenübergestanden haben, was heute von der Forschung als unmöglich beurteilt wird. Weiter erfahren wir, dass Lycomedes der erste Grieche gewesen sei, der ein feindliches Schiff kaperte. Über die eigentliche Schlacht erwähnt Plutarch eine frische Brise, die kurz vor der Schlacht in den Sund von Salamis blies. Da die griechischen Schiffe eher schmal gebaut und gut gegen den Wind gerüstet waren, konnten sie ihre Linie halten. Die persischen Schiffe hingegen – als träge und weniger wendig beschrieben – trieben längsseits auf die Rammsporne der Griechen zu.

## Wissenschaftliche Rekonstruktionsversuche

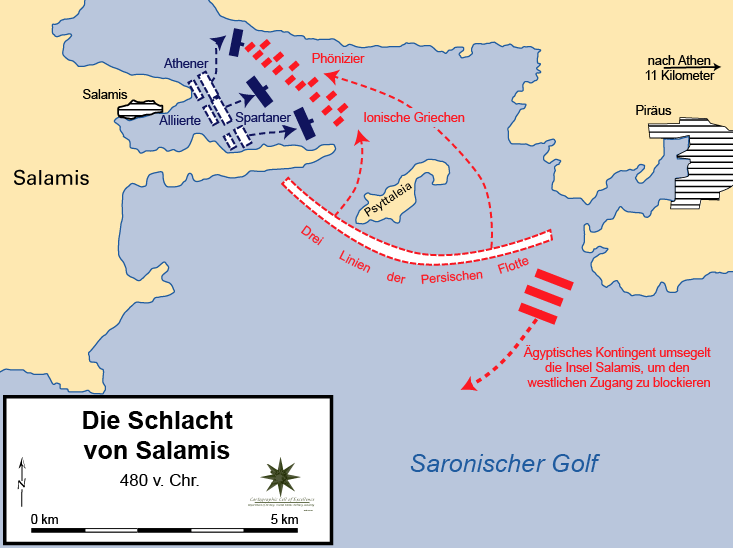
Strategische Darstellung

Es wurde oft versucht, genauere Informationen aus den Quellen zu gewinnen, um präzisere Aussagen über den Schlachtverlauf machen zu können. Die Wissenschaft ist sich nicht einig, ob man aus den Quellen genaue Informationen über den Schlachtverlauf gewinnen kann, da sie nicht ausführlich berichten und sich teils widersprechen. Worüber sich aber alle Autoren einig sind: Den griechischen Schiffen gelang es, aus dem Hafen von Salamis auszufahren und sich in Gefechtsformation aufzustellen. Zudem scheint eine Überflügelung durch die Perser unmöglich gewesen zu sein. Gewiss waren die Griechen ortskundiger und der enge Sund verengte die Schlachtreihen der Perser. Durch den in vielen Quellen geschilderten Flankenangriff kam es zum Kampf Schiff gegen Schiff. Man nimmt allgemein an, dass die Schlacht einen ganzen Tag dauerte. Die Zahl der griechischen Schiffe, die in den Quellen genannt wird, wird von der modernen Forschung als realistisch eingeschätzt. Hingegen nimmt die Forschung an, dass die genannte Zahl von 1207 persischen Schiffen übertrieben ist. Man schätzt die Zahl der persischen Schiffe auf höchstens 500.
Die Wissenschaftler Morisson und Coates glauben den Berichten des Aischylos und interpretieren ihn so, dass der rechte Flügel der Griechen in Dwarslinie geordnet den Kanal hinauf fuhr und dann im unerwarteten Moment in die Kiellinie umschwenkte. So durchbrachen sie die Reihen der Perser auf der linken Seite. Nach heutigen Vermessungen dürften ungefähr 80 Trieren im 1200 m breiten Kanal nebeneinander Platz gefunden haben. Als Hauptgründe für den Sieg erwähnen sie folgende Punkte: Die Perser scheinen den Gegner unterschätzt zu haben. Ihre Schiffe waren weniger schnell, weil ihre Ruderer die ganze Nacht rudern mussten und müde waren, während die griechischen Ruderer ausgeruht an Land übernachten konnten. Dank der bekannten Kriegslist des Themistokles teilte sich die persische Flotte auf, um die Meerenge von Megara zu bewachen, was die eigentliche Kampfflotte bei Salamis schwächte; allerdings konnte sich die persische Flotte ihrerseits aufgrund der Enge des Kanals nicht entfalten, was die Kräfteverhältnisse der Flotten ausglich. Die Perser konnten folglich ihre Überlegenheit nicht mehr ausnutzen.

## Auswirkungen

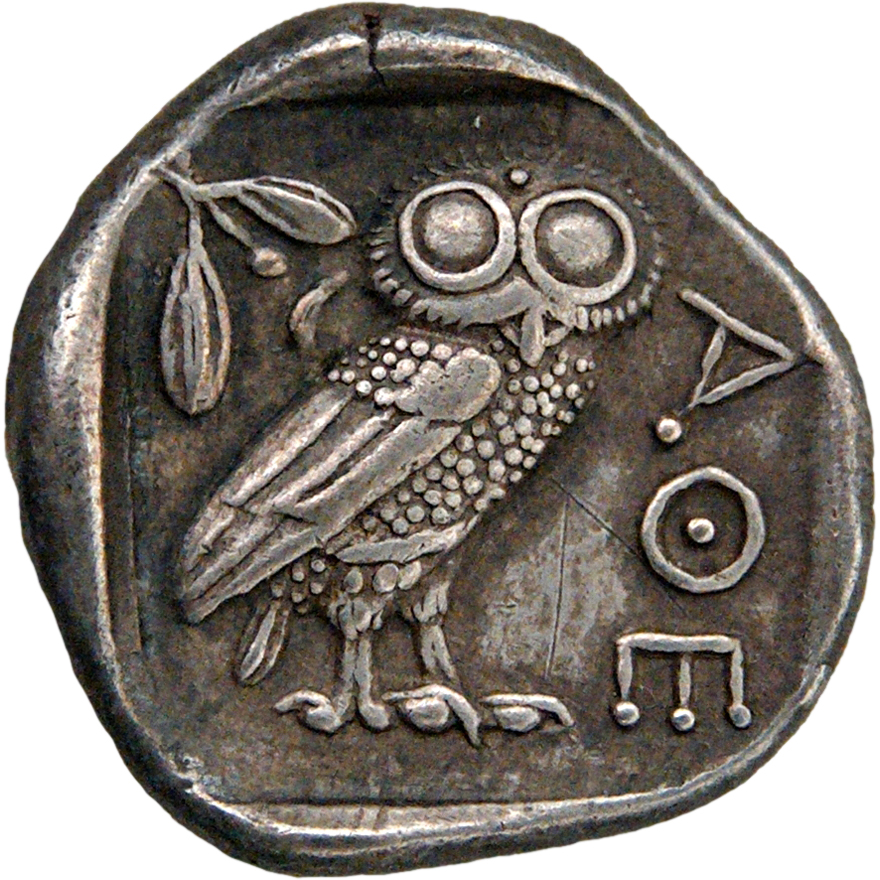
Tetradrachme aus Athen, um 450 v. Chr., revers. Über dem Rücken der Eule ist die Mondsichel deutlich zu erkennen.

Salamis ist, gemessen an der Anzahl der Beteiligten, die größte Seeschlacht in der Geschichte des Altertums. Zahlreiche persische und griechische Schiffe wurden zerstört oder versenkt. Obwohl die zahlenmäßige Überlegenheit der persischen Schiffe noch gegeben war, befahl Xerxes I. den Rückzug.
Nicht länger durch die persische Blockade behindert belagerten die siegreichen Griechen nach der Seeschlacht Andros, das sich weigerte, den Athenern Geld zu geben. Ebenso versuchte Themistokles, auf anderen Inseln Geld zu sammeln. Die Anstrengungen zeigten in den Fällen von Karystos und Paros Erfolg. Weitere Unterstützungen von Inseln, die der persische Feldheer Datis zuvor erobert hatte, sind nicht bekannt. Die Niederlage hatte einige Positionen der Perser geschwächt. Der persische Heerführer Artabazos I. musste den vormaligen Bündnispartner Poteidaia belagern, der sich nach der Schlacht von Salamis von den Persern losgesagt hatte. Alles in allem war die militärische Bilanz der Perser aber trotz der unbestreitbaren Niederlage nicht verheerend. Die persische Landarmee blieb unversehrt und die Flotte wurde weiterhin von den Griechen gefürchtet.
Eine große Wirkung hatte die Schlacht bei Salamis auch auf die Theten, die unterste Schicht der Bürger; denn nicht adlige Reiter oder die Phalanx der Bauern hatte den Sieg herbeigeführt, sondern sie. Die Schlacht wurde in der Folgezeit für das Selbstverständnis und die Selbstdarstellung der athenischen Demokratie wichtig und hat besonders durch die Tragödie Die Perser des Aischylos eine bedeutende literarische Rezeption erfahren.
Die Schlacht hinterließ auch Spuren in der attischen Münzprägung: In Erinnerung an die Sichel des abnehmenden Mondes, die während der ganzen Schlacht am Himmel zu sehen war, setzte Athen diese auf den Münzen neben die Eule. Hermann Sorge veröffentlichte 1950 einen Aufsatz, in dem er diese These und ihre Argumente ausführlich darlegte. Während es damals noch zahlreiche Gegenstimmen gab, ist die Zuordnung der Mondsichel zur Seeschlacht bei Salamis heute weitgehend akzeptiert.

### Sekundärliteratur
- Albrecht Behmel: Themistokles: Sieger von Salamis. Herr von Magnesia. Stuttgart 2000.
- Karl Julius Beloch: Die Schlacht bei Salamis. In: Klio 8 (1908), S. 477–486.
- Charles Hignett: Xerxes’ Invasion of Greece. Oxford 1963.
- John S. Morrison, John F. Coates: Die athenische Triere. Geschichte und Rekonstruktion eines Kriegsschiffs der griechischen Antike. Verlag von Zabern, Mainz am Rhein 1990, ISBN 3-8053-1125-7.
- Barry Strauss: The Battle of Salamis. The naval encounter that saved Greece. Simon & Schuster, New York 2004, ISBN 0-7432-4451-6.
- Adolf Wilhelm: Zur Topographie der Schlacht bei Salamis. Wien 1929.
- Ulrich Graser: Griechen besiegen Perser bei Salamis. Theiss 2011, ISBN 978-3-8062-2402-3.
- A. A. Evans, David Gibbson: Militärgeschichte vom Altertum bis heute. Bassermann, 2009, ISBN 978-3-8094-2549-6.
- Katalin Bélyácz: Eine Erinnerungsgeschichte zur Schlacht von Salamis (Phoibos Humanities Series 9). Phoibos Verlag 2021, ISBN 978-3-85161-254-7.

## Ausstellungen
- Salamis 480. Staatliche Antikensammlungen, München, vom 16. November 2021 bis 10. April 2022.[22]